# Dutch Rhythm Steel & Show Band
De Dutch Rhythm Steel & Show Band is een Nederlandse steelband met muzikanten van Surinaamse afkomst. In 1969 wordt de band in Zaandam opgericht door Adolf Tevreden en Bernito Riley. Ten tijde van de oprichting was Suriname nog onderdeel van het Nederlands koninkrijk. Ze spelen op een soort olievaten die tot slaginstrument zijn omgebouwd, wat de band een karakteristiek geluid geeft. In de beginperiode treden ze op onder de naam Silvertone Steel Band, maar in Duitsland ook als Trinidad Oil Company. Begin 1977 hebben ze een bescheiden hit (8 weken Top 40, #5) met January, February, dat het tot alarmschijf haalt, en de band nationale bekendheid geeft. 
In de jaren daarna is de band nog wel actief en treedt op op feesten en partijen. De samenstelling van de band wisselt regelmatig, maar de familieleden van oprichters Tevreden en Riley blijven actief.

## Discografie
- Soul, Steel and Show, 1975
- Dance Dance Dance, 1977
- Funky Limbo, 1978
- Sunshine Paradise, 1986